# Moti della Disfida
L'espressione moti della Disfida (anche rivolta di Barletta) indica una sommossa popolare avvenuta a Barletta nel novembre del 1931, in seguito alla decisione di collocare il monumento nazionale della Disfida a Bari, nel quadro della "rinascita fascista della nazione".

## Il contesto storico e culturale
Con l'avvento del Fascismo, la Puglia assiste a stravolgimenti politici e territoriali. Nel Salento Taranto e Brindisi, grazie al beneplacito di Mussolini, diventano capoluoghi di provincia. La stessa aspirazione, in quel periodo, è inseguita da Barletta, all'epoca epicentro amministrativo ed economico di una area che si estendeva da Molfetta a Margherita di Savoia. 
Il Circondario di Barletta si avvia quindi sul finire degli anni '20 a essere elevato in Prefettura.   
Parallelamente a questo iter, nasce una querelle fra Trani e Barletta sulla città che avrebbe dovuto ospitare il monumento nazionale alla disfida; i barlettani rivendicano il legame ultrasecolare con l'evento, mentre i tranesi il luogo su cui si consumò lo scontro fra francesi e italiani, ovvero Contrada Santa Elia. Ad aggravare la situazione ci pensò Bari, che si inserì nella diatriba, reclamando a sé il monumento nazionale.  

## Lo svolgimento

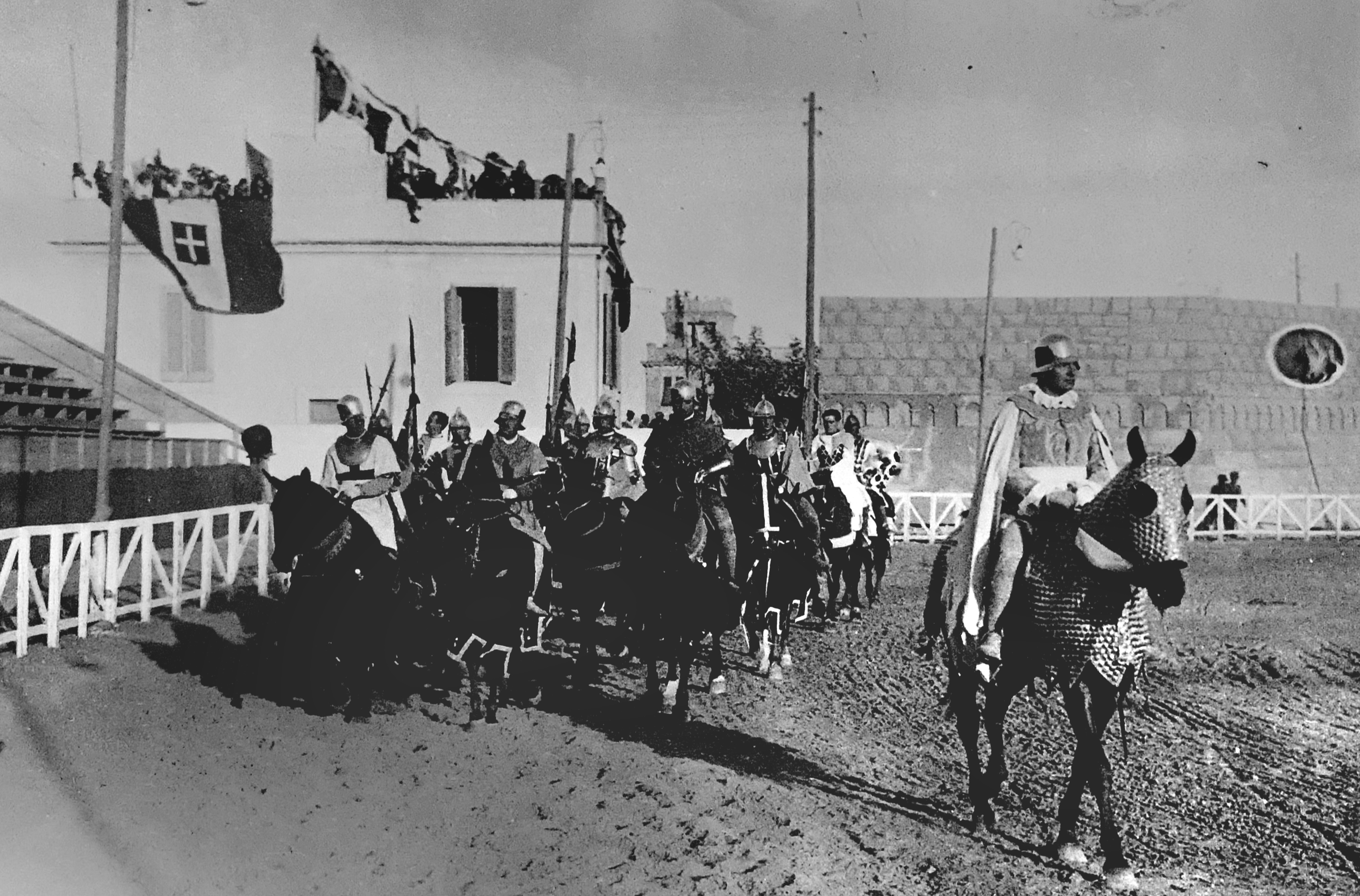
La Disfida di Barletta rievocata a Bari nell'agosto del 1931, tre mesi prima dei moti

La rivolta popolare, abbastanza trasversale, scattò appena si diffuse la notizia che i referenti fascisti di Barletta (che in segreto stavano lavorando al monumento nazionale per la città) erano stati rimossi dal loro incarico, evidentemente su pressione della politica barese, che il 3 novembre del 1931 aveva messo su un comitato per erigere in Bari il monumento nazionale alla Disfida.
A quel punto i barlettani furono incorreggibili e si radunarono a migliaia per le strade della città. La macchina antifascista cavalcò la sommossa di Barletta, vendendo all'estero l'evento come un "coraggioso atto di ribellione verso il fascismo", spostando quindi il focus dalla Disfida.

## Le conseguenze
Il bilancio complessivo fu di 2 morti, tra cui un minore, 20 feriti e 38 arresti, tra squadristi barlettani e principali esponenti del Partito Nazionale Fascista locale, Arturo Boccassini e Giuseppe Lamacchia. Barletta fu in sostanza tacciata di antifascismo e di fatto venne sepolta definitivamente l'aspirazione della città ad assurgere a capoluogo di provincia.